# کوگیل
کوگیل (به اسپانیایی: Cóguil) یک منطقهٔ مسکونی در شیلی است که در پیچیلمو واقع شده‌است.